# Orbinia birulae
Orbinia birulae is een borstelworm uit de familie Orbiniidae.
De wetenschappelijke naam van de soort werd in 1931 voor het eerst geldig gepubliceerd door Idelson.